# Idrija pri Bači
Idrija pri Bači – wieś w Słowenii, w gminie Tolmin. W 2018 roku liczyła 300 mieszkańców.